# 蒂尔加特门
蒂尔加特门（动物园门，Tiergärtnertor）是德国纽伦堡的一座城门。其名称起源于附近护城河畔城堡主的野生动物园。

## 位置
蒂尔加特门位于塞巴尔德老城区，纽伦堡城堡以南、蒂尔加特门广场的西北，属于热门旅游区。城门四周环绕着半木结构房屋和砂岩建筑，包括阿尔布雷希特·杜勒之家和皮拉图斯府（Pilatushaus）。

## 历史
蒂尔加特门有一座高耸的门塔，方形平面，其起源可追溯到13世纪晚期。这是纽伦堡西北方向的正门，通往埃尔兰根、班贝格、图林根和萨克森的道路从这里开始。上面两层建于1516年。1852年日耳曼國家博物館成立时，最初使用蒂尔加特门作为展品仓库。

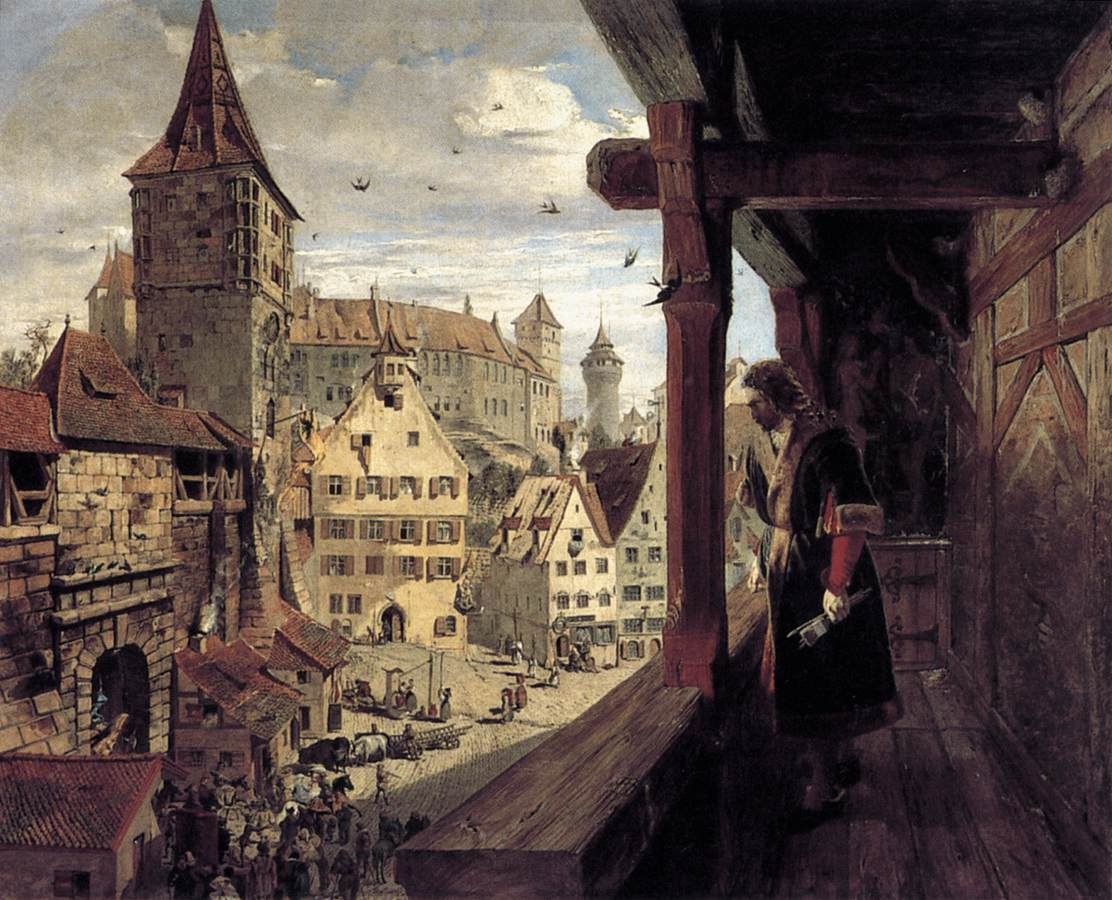
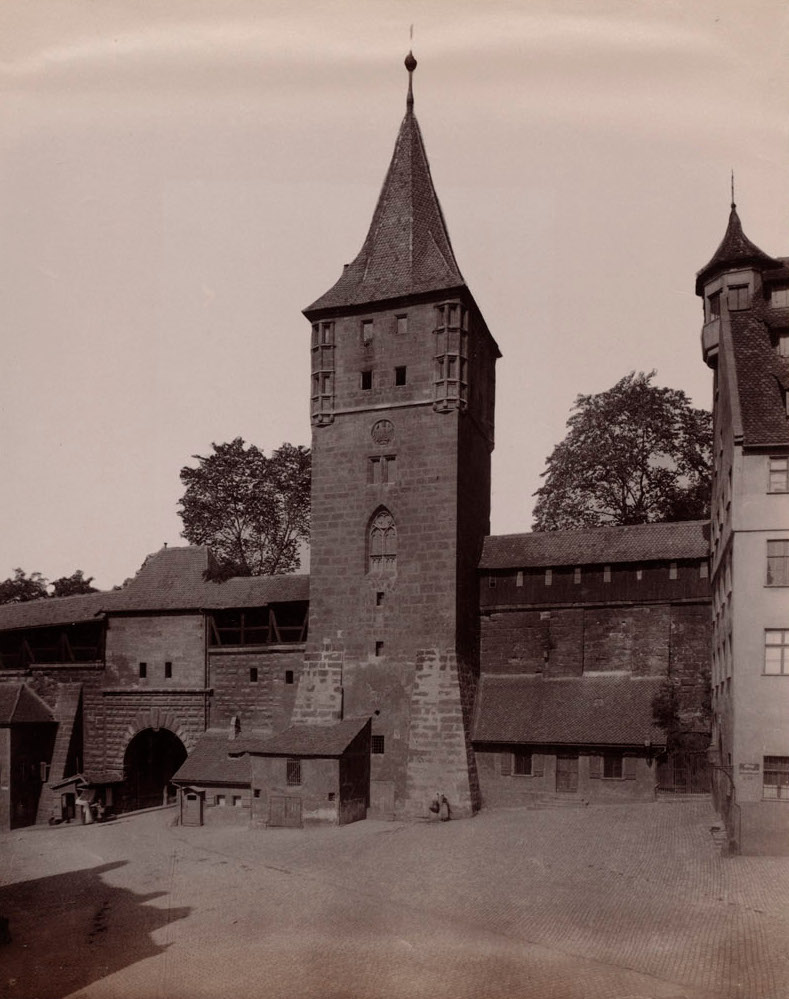
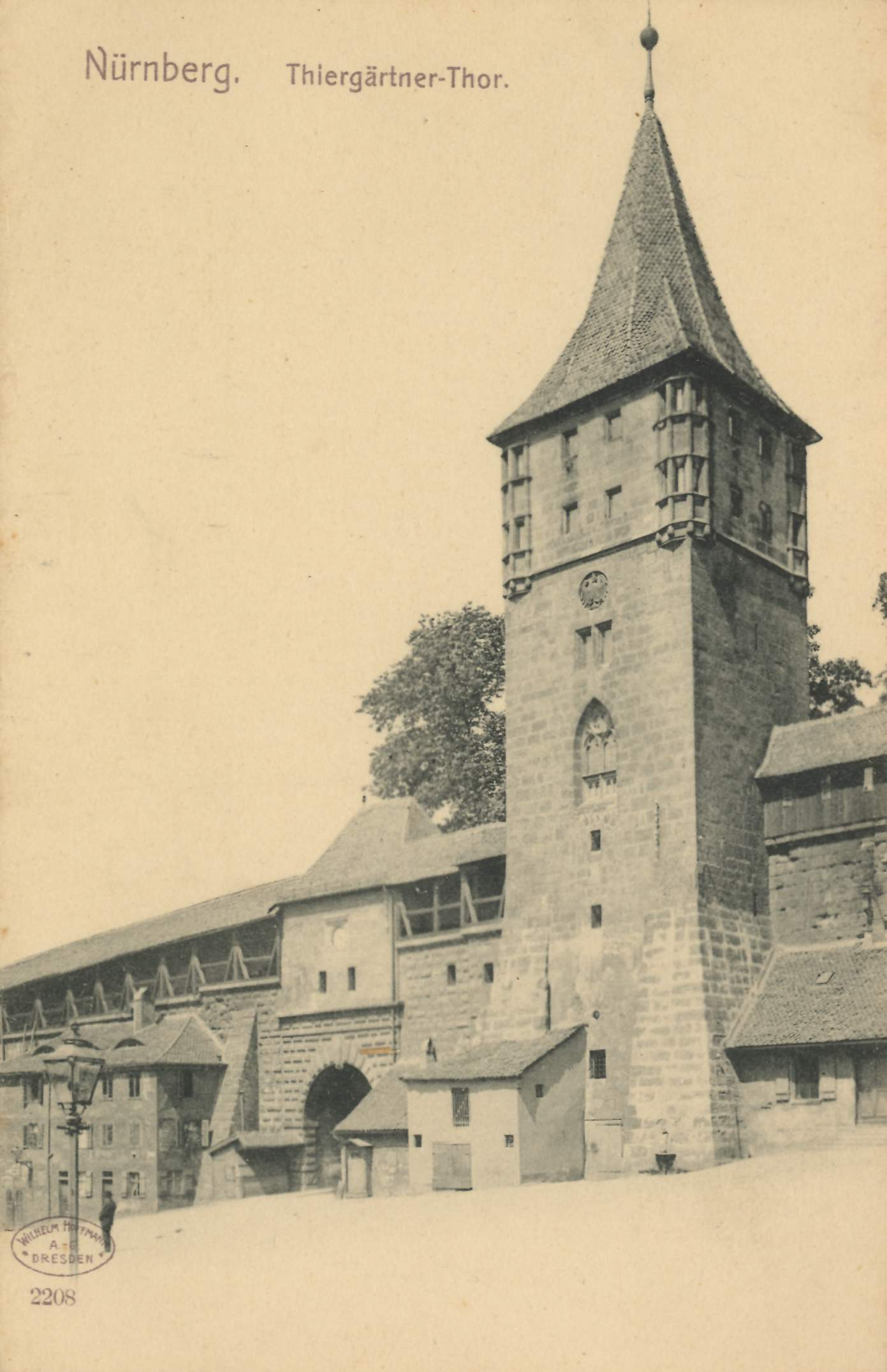
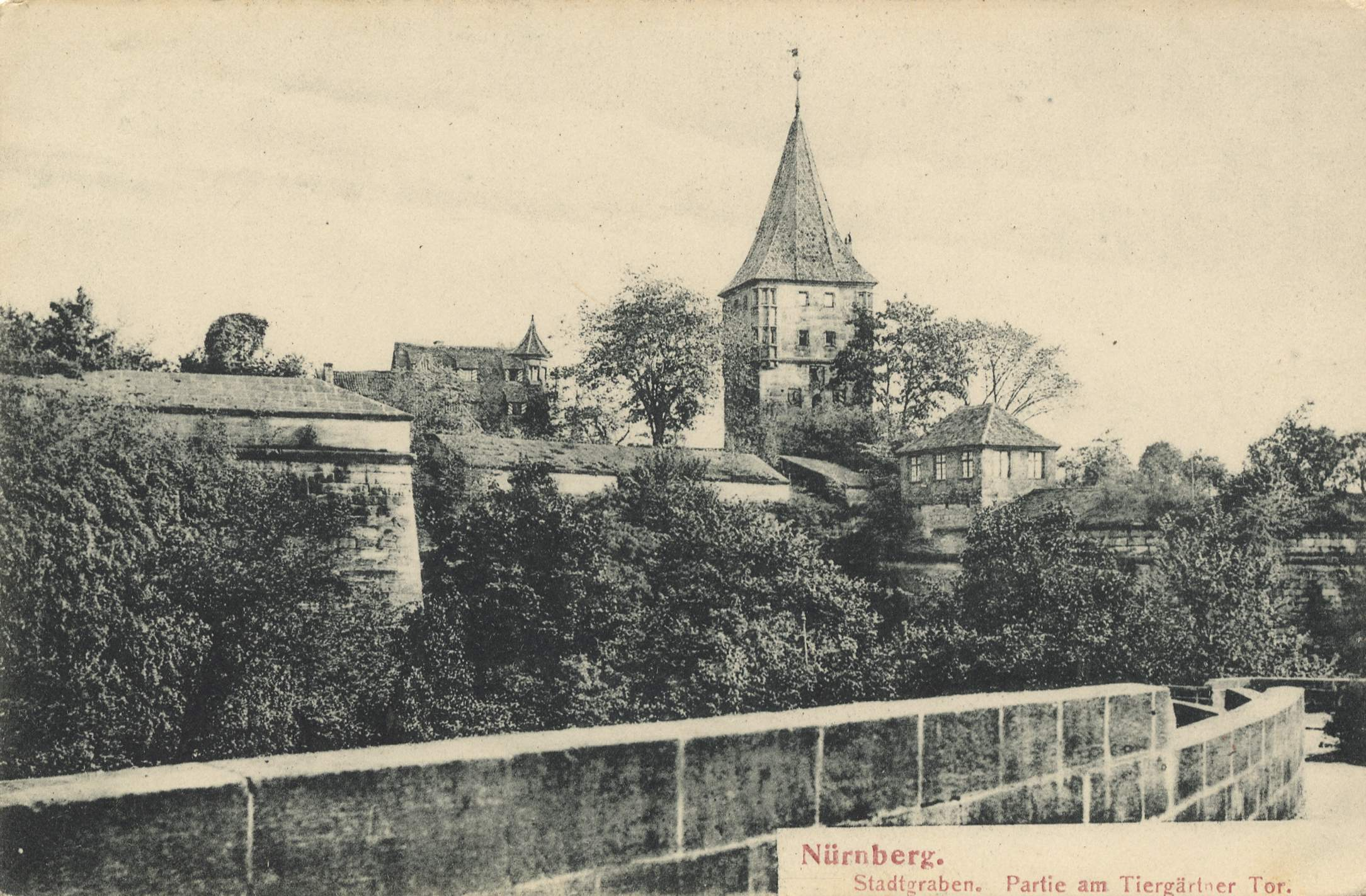

蒂尔加特门是纽伦堡历史之路的一站。